# Sergej Dubov
Sergej Dubov (in russo Серге́й Леонидович Дубов?, Sergej Leonidovič Dubov; Mosca, 4 febbraio 1943 – Mosca, 1º febbraio 1994) è stato un giornalista, editore e imprenditore russo.
The Independent lo definì un "brillante businessman".

## Biografia
Dubov si laureò al dipartimento editoriale dell'Istituto Poligrafico di Mosca. Lavorò per la TV e per il giornale Book Review. Diventò presidente della casa editrice New Times, che pubblicava Vsyo Dlya Vas, Novoye Vremya, and International and Moscow Business Week.
Dubov si rifiutò sempre di prendere la tessera del Partito Comunista dell'Unione Sovietica, e fu la prima persona a pubblicare l'opera omnia di Aleksandr Solzhenitsyn in Russia, in sette volumi. Fu inoltre il primo editore dei libri Icebreaker, Aquarium, Day-M e altri di Viktor Suvorov

## Omicidio
Dubov venne assassinato il 1º febbraio 1994. L'assassino lo aspettava in una cabina telefonica, e quando Dubov uscì di casa la mattina per prendere l'auto gli sparò alla testa da dietro. Dubov aveva precedentemente ricevuto minacce telefoniche e postali. L'investigazione sul delitto venne affidata ad una squadra composta dal Ministero degli Interni e dal Dipartimento Investigativo della Polizia distrettuale di Mosca (MUR), sotto monitoraggio del presidente Boris Yeltsin. Il caso non venne mai risolto.
Il figlio quindicenne di Dubov, Sergei Dubov jr, era stato ucciso l'anno precedente, scaraventato dalla finestra del 14º piano di un edificio.